# Kanton Vernon-Nord
Der Kanton Vernon-Nord war von 1982 bis 2015 ein französischer Wahlkreis im Arrondissement Évreux, im Département Eure und in der Region Haute-Normandie; sein Hauptort war Vernon. Vertreter im Generalrat des Départements war zuletzt von 2001 bis 2015 Gérard Volpatti (DVD).
Der Kanton Vernon-Nord war 79,92 km² groß und hatte 33.229 Einwohner (Stand 1999). 

## Gemeinden
Der Kanton bestand aus dem nördlichen Teil der Stadt Vernon (angegeben ist die Gesamteinwohnerzahl; im Kanton lebten etwa 8.400 Einwohner Vernons) und weiteren sieben Gemeinden:
| Gemeinde                   | Einwohner Jahr | Fläche km² | Bevölkerungsdichte | Code INSEE | Postleitzahl |
| -------------------------- | -------------- | ---------- | ------------------ | ---------- | ------------ |
| Chambray                   | 445 (2013)     | 8,42       | 53 Einw./km²       | 27140      | 27120        |
| La Chapelle-Réanville      | 1.113 (2013)   | 8,07       | 138 Einw./km²      | 27150      | 27950        |
| Sainte-Colombe-près-Vernon | 313 (2013)     | 2,69       | 116 Einw./km²      | 27525      | 27950        |
| Saint-Just                 | 1.292 (2013)   | 4,44       | 291 Einw./km²      | 27554      | 27950        |
| Saint-Marcel               | 4.657 (2013)   | 9,93       | 469 Einw./km²      | 27562      | 27950        |
| Saint-Pierre-d’Autils      | 1.009 (2013)   | 7,09       | 142 Einw./km²      | 27588      | 27950        |
| Vernon                     | 24.064 (2013)  | –          | – Einw./km²        | 27681      | 27200        |
| Villez-sous-Bailleul       | 315 (2013)     | 4,36       | 72 Einw./km²       | 27694      | 27950        |